# Břežany, Rakovník
Břežany là một làng thuộc huyện Rakovník, vùng Středočeský, Cộng hòa Séc.